# Kaimuki (Hawái)
Kaimuki es un área no incorporada ubicada en el condado de Honolulu en el estado estadounidense de Hawái.

## Geografía
Kaimuki se encuentra ubicado en las coordenadas 21°16′58″N 157°48′6″O / 21.28278, -157.80167.